# Club d'Amics de la Unesco de Barcelona
Amics de la UNESCO de Barcelona és una associació creada el 1959 a Barcelona per Anton Sala-Cornadó, Carles Muñoz Espinalt i altres amb l'objectiu de difondre els ideals de la UNESCO, en especial la difusió de la pau per mitjà de l'educació i la ciència i, en especial, per preservar la diversitat cultural i en defensa de la llengua i cultura catalanes.
El 1984 fou l'amfitriona de diferents representants de Clubs Unesco de tot el món, per les sessions preparatòries a la creació de la Federació Mundial d'Associacions i Clubs Unesco. El 1992 va rebre la Creu de Sant Jordi i el 2004 la Medalla d'Honor de Barcelona. La presidenta actual n'és Montserrat Tudela i Penya.